# Khojpur
Khojpur (nep. खोजपुर) – gaun wikas samiti we wschodniej części Nepalu w strefie Sagarmatha w dystrykcie Saptari. Według nepalskiego spisu powszechnego z 2001 roku liczył on 833 gospodarstw domowych i 4665 mieszkańców (2284 kobiet i 2381 mężczyzn).